# Star Wars Rogue Squadron III: Rebel Strike
Star Wars Rogue Squadron III: Rebel Strike släpptes till Nintendo Gamecube 2003, och är ett TV-spel med Star Wars-tema.
Spelet är främst baserat på de tre filmerna från sent 1970-tal-tidigt 1980-tal, med protagonister som Luke Skywalker, Han Solo och Wedge Antilles.

### Fotnoter
1. ↑  Henrik Rudin (17 maj 2003). ”Lek Luke Skywalker i tappra Star wars-strider”. Aftonbladet. http://www.aftonbladet.se/nojesbladet/spela/article10366071.ab. Läst 5 december 2015.
2. ↑  Therese Granlund (14 november 2003). ”Svettigt och svårbemästrat”. Aftonbladet. http://www.aftonbladet.se/nojesbladet/spela/recensioner/article10411972.ab. Läst 5 december 2015.
3. ↑  ”Star Wars: Rogue Squadron III - Rebel Strike (GameCube)” (på engelska). Mobygames. 25 mars 2003. http://www.mobygames.com/game/gamecube/star-wars-rogue-squadron-iii-rebel-strike. Läst 5 december 2015.